# Jacques Bellanger
Ne doit pas être confondu avec Jacques Bellenger, coureur cycliste.
Pour les articles homonymes, voir Bellanger.
Jacques Bellanger, né le 25 juin 1931 à Fontainebleau (Seine-et-Marne) et mort le 30 septembre 2021 à Montpellier, est un homme politique français.

## Biographie
Sénateur des Yvelines de 1986 à 1995, il redevient sénateur en 1997 à la suite de la démission de l'ancien Premier ministre Michel Rocard.

## Détail des fonctions et des mandats
Mandats locaux
- 1977 - 1983 : Conseiller municipal de Houilles
- 1983 - 1986 : Adjoint au maire de Houilles

Mandats parlementaires
- 28 septembre 1986 - 23 septembre 1995 : Sénateur des Yvelines
- 19 novembre 1997 - 30 septembre 2004 : Sénateur des Yvelines